# 개인용 컴퓨터

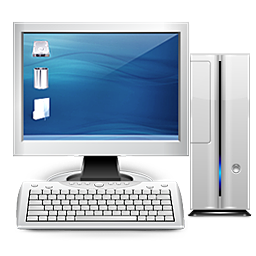
컴퓨터 구성 요소가 포함된 금속 케이스, 디스플레이 모니터 및 키보드(표시되지 않은 마우스)를 포함하는 2000년대 데스크톱 스타일의 개인용 컴퓨터에 대한 예술가의 묘사

개인용 컴퓨터(영어: personal computer, PC)는 기업이나 가정에서 개인이 사용하는 컴퓨터를 말한다. 보통 책상 위에 놓고 사용할 수 있을 정도의 , PC라는 이름은 1970년대 초 미국의 IBM사와 휴렛 팩커드사가 발매한 기종에 처음 사용되었다. 이 때는 트랜지스터 방식이었으나 그 후 마이크로컴퓨터의 등장으로 본격적인 PC 시대를 맞게 되었다.
1960년대 기관이나 기업의 컴퓨터 소유자는 컴퓨터로 유용한 작업을 수행하기 위해 자신만의 프로그램을 작성해야 했다. 개인용 컴퓨터 사용자가 응용 프로그램을 개발할 수 있지만 일반적으로 이러한 시스템은 상용 소프트웨어, 대부분 독점인 무료 소프트웨어("프리웨어") 또는 "즉시 실행 가능" 또는 "이진 형식"으로 제공되는 자유-오픈 소스 소프트웨어를 실행한다. 개인용 컴퓨터용 소프트웨어는 일반적으로 하드웨어 또는 운영 체제 제조업체와 독립적으로 개발 및 배포된다. 최종 사용자 프로그래밍은 여전히 가능하지만 많은 개인용 컴퓨터 사용자는 개인용 컴퓨터를 사용하기 위해 더 이상 프로그램을 작성할 필요가 없다. 이는 제조업체가 지원하는 채널을 통해서만 소프트웨어를 사용할 수 있는 모바일 시스템과 대조되며 제조업체의 지원 부족으로 인해 최종 사용자 프로그램 개발이 방해받을 수 있다.
1990년대 초부터 마이크로소프트 운영 체제(처음에는 MS-DOS, 그 다음에는 윈도우1~)와 인텔 하드웨어(총칭하여 "윈텔"이라고 함)가 개인용 컴퓨터 시장을 지배해 왔으며 오늘날 "PC"라는 용어는 일반적으로 유비쿼터스 윈텔 플랫폼을 의미한다. 윈도우의 대안은 시장에서 소수의 점유율을 차지한다. 여기에는 애플의 맥 플랫폼(macOS 운영 체제 실행)과 리눅스와 같은 자유-오픈 소스 유닉스 계열 운영 체제가 포함된다. 1990년대까지 주목할만한 다른 플랫폼으로는 코모도어의 아미가와 NEC의 PC-98이 있었다.

## 역사
PC라는 단어가 본격적으로 쓰인 것은 IBM에서 생산한 개인용 컴퓨터의 상품명인 IBM PC에서 유래하고부터이다.
한국에는 1980년대에 도입되어 1990년대 이후 인터넷과 함께 널리 보급되었다. 각종 디지털 정보의 저장·관리·통신 작업을 수행할 수 있다. 따라서 디지털 음악 감상, 게임, 채팅 등에 쓰이기도 한다.
최초로 상업적으로 판매된 개인용 컴퓨터는 MITs사의 알테어 8800이었으며, 이를 본따 많은 개인용 컴퓨터가 출시되었다. 이후 애플 II컴퓨터, 코모도어 VIC-20 등이 상업화에 성공하였다. 1980년대 이후, MS와 인텔은 개인용 컴퓨터 시장을 MS-DOS와 윈텔 플랫폼으로 대부분 지배하였다. 대한민국에서는, 1990년대 들어 PC가 16비트에서 32비트로 개편될 조짐을 보였고, 그 후 32비트로 전환되었다. 현재는 컴퓨터 성능이 발전하여, 64비트 컴퓨터가 보급되고, 코어가 여러 개인 CPU도 널리 보급되고 있다.

### 1970년대 8비트 시대
AIM - 65 1974년 마이크로 프로세서가 등장하면서, 개인도 구입할 수 있는 저렴한 소형 컴퓨터가 등장했다.
개인용 컴퓨터는 1974년 미국에서 만들어졌다. 최초의 개인용 컴퓨터는 Altair 8800(앨테어 8800)이었다. 애초에 개인용 컴퓨터 (personal computer)라는 말부터 Altair 8800의 설계자인 에드 로버츠가 최초로 언급해서 사용하기 시작한 단어이다. 그 후 애플 컴퓨터, 탠디 라디오셱, 코모도, 아타리 등 8비트 마이크로 프로세서를 탑재한 제품이 등장했다. 특히 애플 II는 스프레드시트의 VisiCalc가 킬러 애플리케이션이어서 큰 성공을 하였다.
8 비트 시대의 개인용 컴퓨터는 CP/M이나 OS-9 또는 DISK-BASIC을 운영 체제로 사용하였다. 또한 ROM-BASIC를 표준으로 탑재한 컴퓨터가 가장 많았고, OS 부팅 디스크가 없는 경우는 ROM-BASIC이 자동으로 시작되었다.

### 1980년대 16비트 시대 사무실에 보급
IBM PC(IBM 5150) 1981년 16 비트 IBM PC가 등장하고 세계적인 베스트셀러가 되어, IBM PC에서 사용되는 인텔의 x86 계열의 CPU와 마이크로소프트의 MS-DOS 프로그램이 주류(사실상 표준)가 되었다. 또한 컴팩 등으로 구성된 IBM PC 호환기종 시장이 형성되고, "개인용 컴퓨터"의 명칭이 일반화되었다. 스프레드시트는 로터스 1-2-3, 워드 프로세서는 워드 퍼팩트(일본에서는 이치타로)가 보급되었다.
1984년에 등장한 매킨토시는 그래픽 사용자 인터페이스 개념을 크게 보급시키는 데 성공하여, 다음 세대 컴퓨터에 큰 영향을 주었다. 1985년 매킨토시에서 동작하는 마이크로소프트 엑셀이 등장했고, 그 인터페이스는 다음 윈도우 응용 프로그램의 원형이 되었다.

### 1990년대 32비트 시대 인터넷의 보급
1990년대 초반까지 아미가와 코모도어 64, 아르키메데스 같은 취미용의 컴퓨터는 여전히 일정한 점유율을 유지했지만 1990년대 중반 이후 세계에서 IBM PC 호환기종 및 매킨토시가 PC 시장의 대부분을 차지하게 되었다.
1991년에 윈도우 3.0이, 1995년에 윈도우 95가 출시되어 기존의 "16비트 DOS"에서 점차 "32비트 윈도"가 사용되기 시작하면서 일부 파워 유저는 유닉스 워크스테이션에 맞먹는 기능을 가진 OS/2나 윈도우 NT, 더욱 강력한 OPENSTEP를 사용 PC에서 PC - UNIX 이용도 발생하기 시작했다.
1990년대 중반에는 인터넷이 급격히 발전하여, 개인이 인터넷을 사용할 수 있게 되었다. 이때 넷스케이프와 인터넷 익스플로러 등의 사이에서 웹 표준을 놓고 브라우저 전쟁이 발생했다. 1998년 "인터넷을 위한 차세대 PC"라고 이름을 붙인 iMac이 등장하였다.
1990년대에는 새로운 신기술이 사용되어 1990년경 16 - 20MHz 정도였던 PC용 CPU의 클럭은 2000년 1GHz에 도달했다.

### 2000년대 64비트 시대 상품화 및 이용 형태의 다변화
2001년 매킨토시 OS가 OPENSTEP 기술을 중심으로 만들어진 맥 OS X가 세상에 등장하였다. 또한 같은 해에는 윈도우 NT를 기반으로 하는 윈도우 XP가 출시되면 윈도우 NT와 윈도우 9x 계열의 제품 라인의 통합이 이루어졌다.
2003년 최초의 64 비트 PC인 파워맥 G5 (PowerPC 970 포함)이 발매되고, 이어 x86의 64비트 확장 버전인 AMD64 (x86 - 64)가 등장했다. OS는 윈도가 여전히 주류이지만, 오픈 소스 GNU / 리눅스 시스템도 일부 보급되고있다.
2000년대에는 개인용 컴퓨터 (PC / AT 호환 기종)의 상용화가 진행되었다. 독자 플랫폼을 견지하고있는 애플을 제외한 PC 제조 업체들은 가격 경쟁 격화로 인한 곤경에 몰리고 개편도 잇따랐다. 2002년 휴렛 팩커드의 컴팩 인수, 2004년 IBM의 개인용 컴퓨터 사업 레노버에 매각, 2007년 에이서의 팩커드 벨 인수 등 주요 제조 업체의 재편이나 과점화가 진행되었다. 일본에서는 세이코, 샤프, 미쓰비시 전기, 산요전기 등 개인용 컴퓨터 사업의 축소나 철수가 진행되었다.
한편, 2000년대에는 많은 개인 PC가 보급되었다 하여 PC에 연결하여 이용하는 것을 전제로 한 정보 기기와 가전 제품이 보급되었다. 디지털 카메라, 디지털은 컴퓨터 사용의 확대를 배경으로 전통적인 필름 카메라와 미니 디스크 (MD)의 수요의 대부분을 대체했다. 2001년, 애플은 PC를 다양한 디지털 기기를 연결하는 허브 (중심)를 담당하는 "디지털 허브"에 자리잡는 비전을 제시하고 iPod을 윈도에 대응함으로써이 개념을 보급시켜 갔다. 다른 PC 메이커도이 기기의 정보를 저장하고 가공하는 기기로 PC를 입지 수요를 환기하고있다.
2007년부터는 최소 성능을 가진 저렴한 가격의 컴팩트한 노트북이 보급되어 후에 넷북라는 장르를 형성했다. 이 배경에는 클라이언트에서 처리는 최소화하여 네트워크 대상 서버 측에서 처리의 대부분을 클라우드 컴퓨팅 등의 보급을들 수있다. 또한 AJAX 등을 기반으로 한 클라우드 컴퓨팅의 보급을 배경으로 다시 브라우저 전쟁이 발발, 사파리, 구글 크롬을 중심으로하는 웹키트 계열 브라우저와 모질라 파이어폭스가 나타나 인터넷 익스플로러가 독점하는 상황은 크게 변화하고 있다.
2011년대에 들어서, 쿼드코어 CPU가 널리 보급되게 된다. 판매율은 2010년 하반기 30%에서 2011년 2월에는 46%까지 상승하였다..

## 종류
1. 디스플레이
2. 마더보드
3. CPU (마이크로프로세서)
4. 램
5. 확장 카드
6. 전원 공급 장치
7. 광 디스크 장치
8. 하드 디스크
9. 컴퓨터 키보드
10. 마우스

일반적인 데스크톱 컴퓨터의 구성
- 디스플레이
- 마더보드
- CPU (마이크로프로세서)
- 램
- 확장 카드
- 전원 공급 장치
- 광 디스크 장치
- 하드 디스크
- 컴퓨터 키보드
- 마우스

개인용 컴퓨터는 다음과 같은 종류로 나뉜다.
- 워크스테이션
- 데스크톱 컴퓨터: 사무실 또는 일반 가정에서 흔히 사용되는 특정 자리에 고정된 컴퓨터.
- 넷북
- 울트라 모바일 PC
- 랩톱 컴퓨터: 국내에서는 노트북이라고 불리지만 영어권에서는 랩톱으로 더 많이 불리는 휴대용 컴퓨터.
- 포켓 PC
  - PDA: 역시 휴대용 컴퓨터로서 크기가 손바닥만하다는 장점이 있지만 노트북과는 달리 기능이 일부 제한되어 있음.
- 태블릿 PC: 노트북 컴퓨터와 유사하나, 태블릿 기능이 추가됨.
- 방탄 PC: 폭발에서 버틸 수 있고, -10°C에서도 제 기능을 유지하는 컴퓨터.

## 소프트웨어
컴퓨터 소프트웨어란, 컴퓨터 프로그램과 절차 및 컴퓨터에 대한 지시사항울 나타내는 일반적인 용어다.
소프트웨어는 워드프로세서같은 응용 소프트웨어, 운영 체제같은 시스템 소프트웨어, 그리고 미들웨어로 나뉜다.

## 시장 경쟁
1980년대 개인용 컴퓨터 시장에서 IBM의 PC와 애플의 매킨토시가 경쟁했다. 그러다 다른 회사에서 IBM 제품과 호환되는 컴퓨터를 만들 수 있게 됨으로써 PC의 기술은 많은 업체들의 경쟁으로 빠르고 폭넓게 발전해 나갔다. IBM이 PC를 개발할 때 자사의 기술은 바이오스외에는 존재하지 않았는데 곧 컴팩이 특허법의 헛점을 이용하여 IBM의 바이오스를 합법적으로 리버스 엔지니어링을 통하여 복제해 내었다. 그로 인해 PC는 고속의 발전을 이룬다. 초기의 PC는 매킨토시보다 성능이 훨씬 떨어졌고 컬러도 아닌 흑백화면이었으나 값이 저렴했기 때문에 사람들은 비싼 매킨토시 대신 PC를 사용하였다. IBM은 PC의 후속기종으로 PS/2를 만들었고 PS/2에 대해서는 로열티를 받으려 하였다. 그래서 수많은 사람들과 업체들은 로열티를 주지 않아도 되는 PC를 계속 사용하였고 결국 PS/2는 세상에서 사라졌다. 애플의 매킨토시는 잠시 사용 허가서를 다른 기업에게 넘겼지만 이내 회수했다. 이에 따라 PC는 확장이 자유로운, 매킨토시는 구성이 일관된 특징이 드러난다.

## 관련 박람회
해마다 독일의 하노버에서 열리는 세빗에서는 최신 컴퓨터 모델과 미래형 컴퓨터에 대한 정보를 얻을 수 있다.

## 같이 보기
- 가정용 컴퓨터
- IBM PC 호환기종
- 매킨토시
- 컴퓨터 시스템 제조업체 목록

## 참고 자료
- 이 문서에는 다음커뮤니케이션(현 카카오)에서 GFDL 또는 CC-SA 라이선스로 배포한 글로벌 세계대백과사전의 내용을 기초로 작성된 글이 포함되어 있습니다.